# عظميات الفم الحقيقية
عظميات الفم الحقيقية (الاسم العلمي: Euteleostomi) هي أصنوفة عليا من الأسماك تتفرع من عظميات الفم.

## التصنيف
- عظميات الفم الحقيقية
  - شعاعيات الزعانف
    - أسماك شعاعية الزعانف
      - غضروعظميات
      - جديدات الزعانف

    - كثيرات الزعانف
      - كثيرات الزعانف

  - لحميات الزعانف
    - أسماك شعاعية
      - شوكيات الجوف

    - مروحيات الزعانف
      - سمكة رئوية
        - سمكة رئوية

      - أشباه رباعيات الأطراف
        - رباعيات أطراف
          - سلويات
          - برمائيات